# Editorial Base
Editorial Base es una empresa con sede en Barcelona fundada en 1972. Se dedica a la publicación de libros tanto científicos como de ficción y está especializada en el ensayo histórico. 
Su actividad ha estado estrechamente ligada a los historiadores Santiago Sobrequés Vidal y Jaume Sobrequés i Callicó quienes la orientaron hacia la publicación de una colección multiperspectivista de volúmenes de historia de Cataluña en la que se incluyen estudios de prestigiosos académicos como Josep Fontana, el hispanista Paul Preston, el medievalista Stefano Maria Cingolani, el helenista Eusebi Ayensa o el historiador del arte Xavier Barral i Altet.